# Jacques Lamalle
Pour les articles homonymes, voir Lamalle.
Jacques Lamalle est un journaliste français né en 1942.
Secrétaire de rédaction à La Nation (quotidien gaulliste) et du Figaro, il devient rédacteur au Canard enchaîné en 1970.

Il est l'auteur, notamment, d'un guide de référence sur les vins des côtes du Rhône et d'un ouvrage d'art illustré sur les vins du Médoc, « destiné aux grands rêveurs, ivres d'histoires et de lumières à déguster lentement ».
Rédacteur en chef des « Dossiers du Canard », l'auteur s'est spécialisé dans les affaires européennes et agro-alimentaires. Il a déjà publié L'Empereur de la faim (Flammarion, 1986), Le roi du sucre (Lattès) et Le milliardaire rouge (Lattès).